# کلینووتس
کلینووتس (انگلیسی: Klinovets) یک شهرک در بخش کوروچانسکی استان بلگورود کشور روسیه است.